# Thierry Soulouque
Thierry Jean-Baptiste Soulouque és l'actual pretendent al tron d'Haití. Thierry és comte de Léogane, comte de Pétion-Ville, baró de Jean-Baptiste i cavaller d'Haití. Membre de la família reial-imperial d'Haití, està emparentat amb Jean-Baptiste Dessalines D'Orléans i amb Faustí I, segon emperador d'Haití.

## Família
La seva muller, Julinne Ambran, també figura a totes les seves edicions com a cosina i dama del Palau de la reina Marie-Louise Coidavid. Aquest títol va ser transmès a través del seu avi patern, el comte Élie Bo Jean-Baptiste de Léogâne.
La seva àvia és la princesa (i comtessa de Pétion-Ville) Francélia Soulouque Nord Vil Lubin, que és l'hereva de la princesa Olive Soulouque, filla de l'emperador Faustí I i del títol imperial a través de la família. Amb dret i sang, ell afirma que té aquests títols de noblesa pels seus avis, que li van transmetre com a títols hereditaris segons les constitucions imperials i reials de Faustí Soulouque i Christophe d'Haití.
També és net del comte Elie Bon Jean-Baptiste Lubin i la seva esposa Thierry d'Haití, comte de Léogane i comte de Petionville, baró de Jean-Baptiste, cavaller del regne de Hayti. Té línia cosina a la família imperial de Jean-Baptiste Dessalines D'Orleans Charles, Príncep de Sa Majestat Tiécoura Jean-Baptiste Dessalines D'Orléans únic Hereu del Primer Imperi d'Haití, Jacques I.